# Euphorbia wittmannii
Euphorbia wittmannii är en törelväxtart som beskrevs av Pierre Edmond Boissier. Euphorbia wittmannii ingår i släktet törlar, och familjen törelväxter. Inga underarter finns listade i Catalogue of Life.